# Градобой

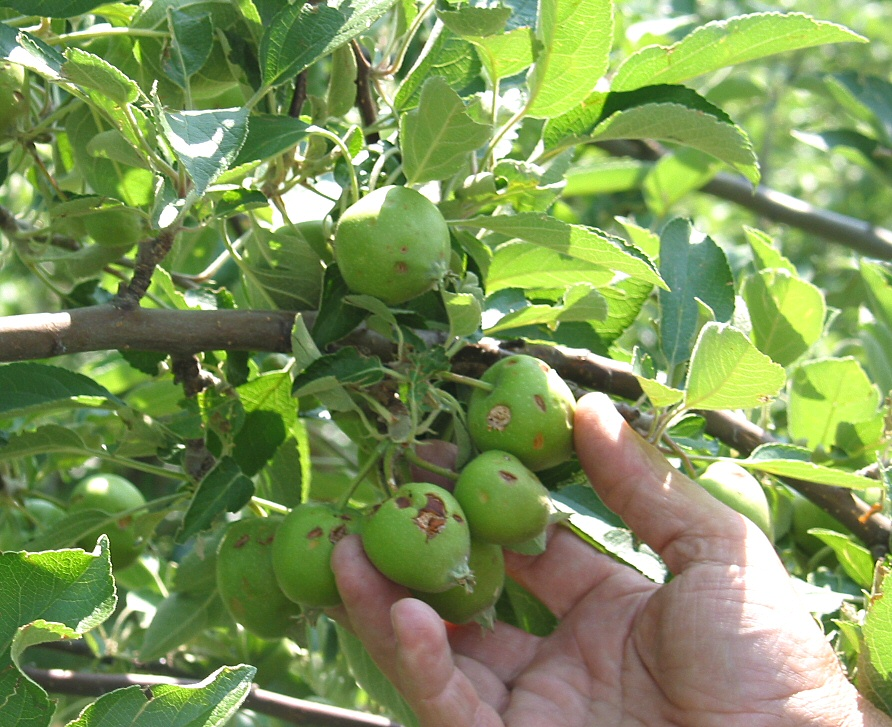
Следы градобоя на завязях яблони

Градобитие (также градобой) — физическое повреждение отдельных растений, а также целых полей, садов, лесов и огородов выпадающим градом. В некоторых случаях от града также иногда могут погибнуть или получить ранения птицы и животные, как домашние так и дикие. Степень ущерба от градобоя зависит от многих параметров: интенсивности и продолжительности града, величины градин, силы ветра, а также вида растения и фазы развития.

## Физиология повреждений
Когда градина ударяет в зеленый стебель растения, то на пораженном месте появляется серовато-белое, иногда (например, у полевых бобов) темно-серое пятно — «удар града» (градобой), — которое при постепенном изменении зеленой окраски стебля делается менее заметным и, наконец, у зрелых растений совсем исчезает. Удар града представляется более резким на средних частях; верхние части и листья вследствие своей подвижности страдают меньше, а внизу удар совсем не бывает заметен. Но если растение пострадало от града в начале своего развития и после оправилось, то следы повреждений следует искать, наоборот, в нижней части.

### Зерновые культуры
Для зерновых культур градобитие наиболее опасно в фазе колошения и созревания зерна, т.е. непосредственно перед его уборкой. На колосьях зерновых хлебов, кроме пшеницы и полбы, нельзя заметить следов удара, хотя большие градины часто отбивают молодые колосья и при образовании в колосе зерна выбивают из него по нескольку зерен. Если град разрывает у зерновых хлебов листовые пазухи и прищемляет там лежащие ости колоса, что чаще всего случается с пшеницей и полбой, то при дальнейшем развитии стебля нижняя часть колоса вытягивается кверху и весь он получает искривленный вид, а иногда и совсем не выходит из листовой пазухи. Сельские хозяева в Венгрии и Сев. Италии, а равно и уставы многих заграничных страховых обществ от градобития, повреждение наружной части стебля у хлебов от градового удара только тогда считают убыточным для хозяйства, если оно произошло в верхней части, под самым колосом, так как этим задерживается развитие последнего, у спелых же растений — когда зерна выбиты из колосьев. Так называемая «крупа» и мелкий град, если падают без ветра, прямо, не причиняют вреда; но если градины при ветре ударяют растения сбоку, то большею частью прибивают их к земле и ломают. Продолжительный дождь после града сильно вредит хлебам. Время града тоже существенно влияет на его вредность: в апреле и конце мая оно само по себе безвредно; но если град был частый и сопровождался ливнем, то в жаркие дни на почве, к которой сильно бывают нагнуты растения, образуется кора, и если не пробороновать, то растения могут погибнуть. Ранние повреждения стручковых растений (кроме полевых бобов и белых и голубых люпинов) при благоприятной погоде легко поправляются. Более опасно градобитие для зерновых хлебов при появлении у них колоса, хотя, впрочем, эти растения до цветения легче поправляются, чем впоследствии; исключением служит ячмень, у которого и после цветения, через 8—10 дней, появляются боковые стебли, образующие собою подсед, успешно развивающийся и выспевающий при продолжительном лете; отсюда название ячменя — «двуростный». Значительно меньшею способностью возрождения после градобития обладает озимая рожь. На богатых почвах у яровых хлебов, в особенности овса, поврежденные стебли засыхают и обламываются, и подсед, разрастаясь, покрывает поле ровною и густою растительностью, но он при непродолжительном лете не цветет, а потому должен быть вовремя скошен на сухой корм для скота. Особенно вредно градобитие во время дозревания и жатвы хлебов.